# グレート・ピレニーズ
グレート・ピレニーズ (Great Pyrenees) とは、大型犬の一種である。
アメリカ合衆国と日本ではこの名で呼ばれ、イギリスなどのヨーロッパの国々ではピレニアン・マウンテン・ドッグ (Pyrenean Mountain Dog)、出生地のフランスではル・シアン・ドゥ・モンターニュ・デ・ピレネー (Le chien de montagne des Pyrénées) またはル・シアン・デ・ピレネー (Le chien des Pyrénées) と呼ばれる。

## 犬種の起源と歴史
紀元前7000年から8000年に、後にイランやイラクとなる地域のあたりでヤギや羊が家畜化されたと想像されている。グレート・ピレニーズは家畜を保護するために飼われ、数千年前からチベット高原で飼われる大きな犬、チベタン・マスティフの子孫だと言われている。紀元前1800年から1000年の間に、この大きな犬は西方へと移動する遊牧民やアジア系民族の侵略に伴われて徐々に中央・西アジアを西進し、紀元前6世紀頃にヨーロッパに到達したと推測されている。ヨーロッパの南西部、フランス南部とスペイン北部一帯のバスク地方と呼ばれるピレネー山脈の冷涼で険峻な環境が彼らにとって理想的だったので、その地でバスク人によって発展させられたと想像されている。
1669年にルイ14世の息子デュポン王子がピレニーズに夢中になり、宮殿の人々からも愛される犬種だった。1675年頃、ルイ14世が宮廷犬として愛玩したため、当時の流行犬となった。マリー・アントワネットは、ピレニーズを護衛犬として所有していた。中世から始まって19世紀中頃まで、この犬種はフランス王立法廷の公式犬としても用いられている。1850年には、英国のヴィクトリア女王がピレニーズを所有していた。
1885–86年に最初のピレニアン・マウンテン・ドッグが英国のザ・ケネルクラブに登録され、クリスタル・パレスでお披露目された。フランス・ルルドのパスツール・クラブやオート・ピレネー・フランスは、犬種に対する関心を恒久化するために組織され、1927年にブリード・スタンダードを書いた。それは現在の規準に関するすべての基礎となっている。1933年2月にアメリカンケネルクラブはグレート・ピレニーズを純粋犬種として公式に認知し、同年4月に公認のドッグショーで単独犬種として認めた。グレート・ピレニーズがジャパンケネルクラブに初めて登録されたのは1961年である。

## 犬種について
この犬種は何世紀もの間、山岳地帯の斜面で羊飼いの同僚として家畜の群れの護衛として働いてきた、巨大で美しい、白を基調とした犬である。ピレネー山脈の傾斜地や起伏の激しい土地で、どのような天候であろうと、家畜の群れや羊飼いの家族をクマやオオカミなどから守るという精力的な仕事をする役目としている護衛犬で、一般的に家畜護衛犬 (LGD: Livestock Guarding Dog) と呼ばれている犬種である。 外観は大きくて、長毛で、真っ白または白を基調としたコートでアナグマ色や灰色、黄褐色の様々な濃さのマーキングがある場合もある。優雅に動いているように見えることがこの犬種にとっては重要なことで、弱々しそうで軽そうな印象だったり、または鈍重でどっしりした印象だったり、体がゆさゆさ揺れるような犬では、家畜の群れを守ることはできない。肉体的にも精神的にも気質的にも、山岳地帯の略奪者から家畜や家族を守る作業犬として、ふさわしいものが要求される。つまり、強そうで、バランスが良く、俊敏で勇気があって、恐れを知らない闘志の持ち主で、たくましく、堂々としていて落ち着きがあり、日頃の行動は緩慢で悠然としているが、テリトリー内の安全を守るために捕食動物と闘うときには、俊敏な動きをし、護衛犬としての本能を保っていなければならない。

## 類似犬種について
類似犬種である、クーバース、ニューファンドランド、セント・バーナードなどとは、重量感や印象、特に頭部の外観に特徴的な違いがある。 
- グレートピレニーズの頭部は犬のサイズに比較して重すぎてはいけない。頭頂がやや丸みを帯びた、くさび形で眉の隆起や、しわがなく、ストップはゆるやかな傾斜で、マズルは幅広く、リップは下あごを被う程度。すべての部分が優しくなだらかに融合して、全体的にスッキリとした気品のある顔をしている。
- クーバースの頭部は、細く締まりがあって、典型的なくさび形をしていて、軽い印象を与える。スカルの幅は長さの半分で中央に明らかな溝があり、ストップは目立たなく、マズルは鼻先に向かって徐々に細くなっている。
- ニューファンドランドの頭部は、重量感があり、スカルは幅広くオクシパットは著しく発達している。ストップは明瞭であるが切り立つほどではなく、マズルは四角形で深くどちらかというと短く、しわがない。リップは垂れて柔らかい。
- セント・バーナードの頭部は、強烈で印象的、スカルは著しく幅広く、額の皮膚は目の上にわずかなシワを作り、眉の峰は著しく発達している。ストップは明瞭で顕著、鼻は四角く、マズルは幅広く真っ直ぐで、垂れたリップは著しく発達して硬い。

イエイヌの犬種としては原始的な部類に属し、血統的にオオカミに近い犬種である。四肢にその名残りとして狼爪を有する。ほとんどのイエイヌは指が4本であるが、前足が5本、後足が6本と通常より多いのが特徴である。一般家庭で飼育される場合、この狼爪は不要である。生後間もないころであれば、犬自身に負担をかけることなく切除することが可能なので、子犬の内に切除することもある。しかし、狼爪はこの犬種としての証明でもあるため、残すことも多い。
狼爪は本来、山岳部など山道や野道を歩く際、滑り止め等の役目を果たし日常生活を送っていく上で摩耗し、手入れは不要だったが、一般家庭で飼育されている状態では摩耗することがない。そのため、爪の手入れを怠ると巻き爪になり、指に食い込み犬に負担がかかることがあるため、この犬種に関わらず、狼爪がある犬の場合、爪の手入れのしつけをしていくことが重要である。

## 特徴
- 飼い主に対して忠実でテリトリーに対する防御本能が強いが、家庭犬に適している。
- 家中に大量の抜け毛を飛び散らせることと、低い鳴き声が隣人を悩ませる可能性があるため、どのような環境でも飼えるわけではない。
- 人と一緒に広い庭にいるのが最適で、散歩と人の視線を喜ぶ。また、子供を好む。
- この種は大きく強く育つために、服従トレーニングは必須で、大型犬を取り扱える飼い主によって飼われるのが理想である。
- 山岳地帯における広大な牧草地での羊の警護など過酷な作業に従事してきた歴史があり、それに耐える強靭な体力を有するため、十分な運動が必要。

## その他

### 雑学
- NHKアニメ『名犬ジョリィ』（原作：セシル・オーブリー）のジョリィはこの犬種である。作中では「ピレネー犬」と呼称されていた。
- 漫画・アニメ『あずまんが大王』に登場する忠吉さんもこの種である。飼い主はちよちゃんで、彼女を乗せて歩くことができる。
- 2004年の映画『ネバーランド』で、J.M.バリーの飼っているランドシーア役としてグレート・ピレニーズが使われた。
- 4コマ漫画作品『動物のおしゃべり♥』に登場するマリリンもこの種である。大型犬である秋田犬のタローを想っており、逢うたびに猛烈にアタックするが、勢い余って軽々と吹っ飛ばしたり、圧し潰したりすることもある。
- 作中で明言されてはいないが、漫画・アニメ『SPY×FAMILY』に登場するボンドはこの犬種を参考に描かれているという[誰によって?]。